# César Castellanos (pastor)
César Castellanos Domínguez es un pastor carismático, fundador de la Misión Carismática Internacional en 1983, desde cuando es su pastor general. Creador del movimiento Neo pentecostal Visión G12. En 1998 fue elegido Representante a la Cámara por Bogotá. Esposo de la exsenadora de Colombia Emma Claudia Castellanos, y padre de la exconcejal de Bogotá Sara Castellanos.

## Visión G12
Castellanos viajó a Corea del Sur en 1986, donde quedó admirado por el éxito de la estrategia celular utilizada en la Iglesia del Evangelio Pleno de Yoido, dirigida por el pastor David Yonggi Cho. Castellanos aplicó esta estrategia en su propia iglesia, dándole un matiz de insistencia en el número 12. La estrategia surtió efecto, consiguiendo tener 18 sedes alrededor de Colombia y estar presente en países como Estados Unidos, México, Chile, Brasil, Perú, Ecuador, Bolivia,Venezuela, Costa Rica y Argentina en América; Suiza, España, Reino Unido y Francia en Europa; Filipinas, Corea del Sur y Rusia en Asia; y Sudáfrica.

## Carrera política
Castellanos fue elegido como Representante a la Cámara por Bogotá, con el aval del Partido Nacional Cristiano, y fue parte de la Comisión Tercera de dicha Cámara. Castellanos fue víctima de un atentado en contra de su vida en 1997.